# Tsjerjomoesjki

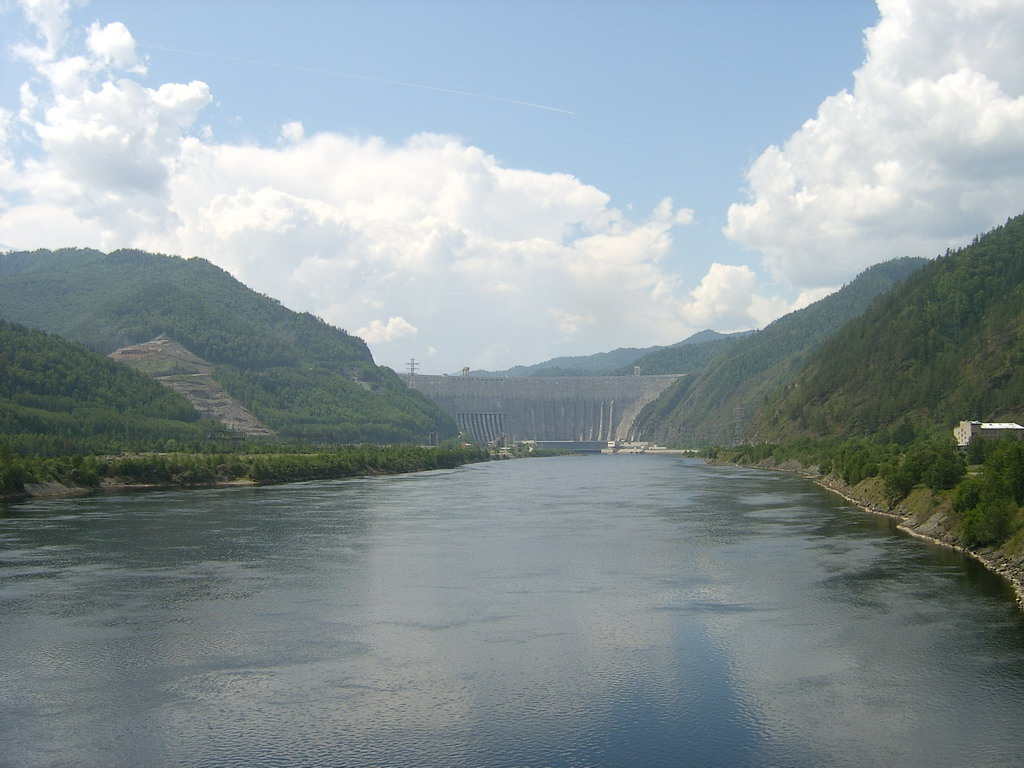
loop van de Jenisej met verder op de dam van de waterkrachtcentrale Sajano-Sjoesjenskaja

Tsjerjomoesjki (Russisch: Черёмушки) is een stedelijke nederzetting onderdeel van het stadsdistrict (of gorodskoj okroeg) Sajanogorsk in de Russische republiek Chakassië. In 2021 leefden er 8.069 inwoners.
De nederzetting ligt in het doorbraakdal waar de Jenisej door het Westelijke Sajangebergte breekt. Tsjerjomoesjki, en heel Sajanogorsk, liggen op de linkeroever van de Jenisej, de rivier vormt hier de grens met de Russische kraj Kraj Krasnojarsk, dewelke in het oosten en op de rechteroever van de rivier ligt. 
De nederzetting ligt op 5,5 km ten noordoosten van de stuwdam en het Sajano-Sjoesjenskaja-stuwmeer die de waterkrachtcentrale Sajano-Sjoesjenskaja van hydroenergie voorzien. De nederzetting en stuwdam ontstonden in dezelfde periode, de jaren zestig van de 20e eeuw.  Aanvankelijk leefden in de nederzetting de bouwvakkers van dam en centrale, na de ingebruikname van de centrale veranderde de bevolkingssamenstelling. Voor openbaar vervoer rijden twee bussen van het stadsdistrict Sajanogorsk tot Tsjerjomoesjki waar ze ook het lokale vervoer verzorgen. In 1991 werd een tramlijn tussen Tsjerjomoesjki, de centrale en de damwand aangelegd, de tram van Tsjerjomoesjki.
De kern van Sajanogorsk ligt dertig kilometer stroomafwaarts en dus noordelijker ten opzichte van Tsjerjomoesjki. Tien kilometer noordelijker van de nederzetting ligt nog een andere nederzetting, Maina, waar eveneens een kleine stuwdam en waterkrachtcentrale zijn aangelegd, die tevens er voor zorgt dat het debiet van de Jenisej regelmatiger wordt dan na de grote Sajano-Sjoesjenskaja-dam.
In de nederzetting bevindt zich een viersterrenhotel van Europees niveau, met aangrenzend sind 1998 een sportcomplex met 3.181 m² overdekte sportruimte bestaande uit drie sportscholen, twee zwembaden, een tennisbaan, een voetbalveld, een zaalhockeyveld en een skibasis. Inwoners van het dorp waren bij de eersten in het land die konden profiteren van snelle toegang tot het wereldwijde internet dankzij de lancering van 3G- en 4G-netwerken van de derde generatie en de vierde generatie in het gebied.
In Tsjerjomoesjki geldt Krasnojarsktijd (KRAT) een tijdzone die ook kan aangeduid worden als UTC+7 of MSK+4.